# فرانک بک
فرانک بک (آلمانی: Frank Beck؛ زادهٔ ۲۶ ژوئن ۱۹۶۱) شمشیرباز اهل آلمان است.
وی در مسابقات کشوری و بین‌المللی در مجموع برندهٔ ۱ مدال نقره شده‌است.